# 緊急出口

由日本多摩美術大學教授太田幸夫（Yukio OTA）教授與其所指導的團队於1982年設計的緊急出口標示，以人像跑到門口位置表示「此門可供逃生用」。及後於1987年為ISO組織採納作為緊急出口標示樣式，而BS 5499標準亦有採納。在英國、日本、南韓、泰國、挪威、美國紐約（按照LL26號法規）、加拿大、香港、中國大陸及臺灣等地均有採用。

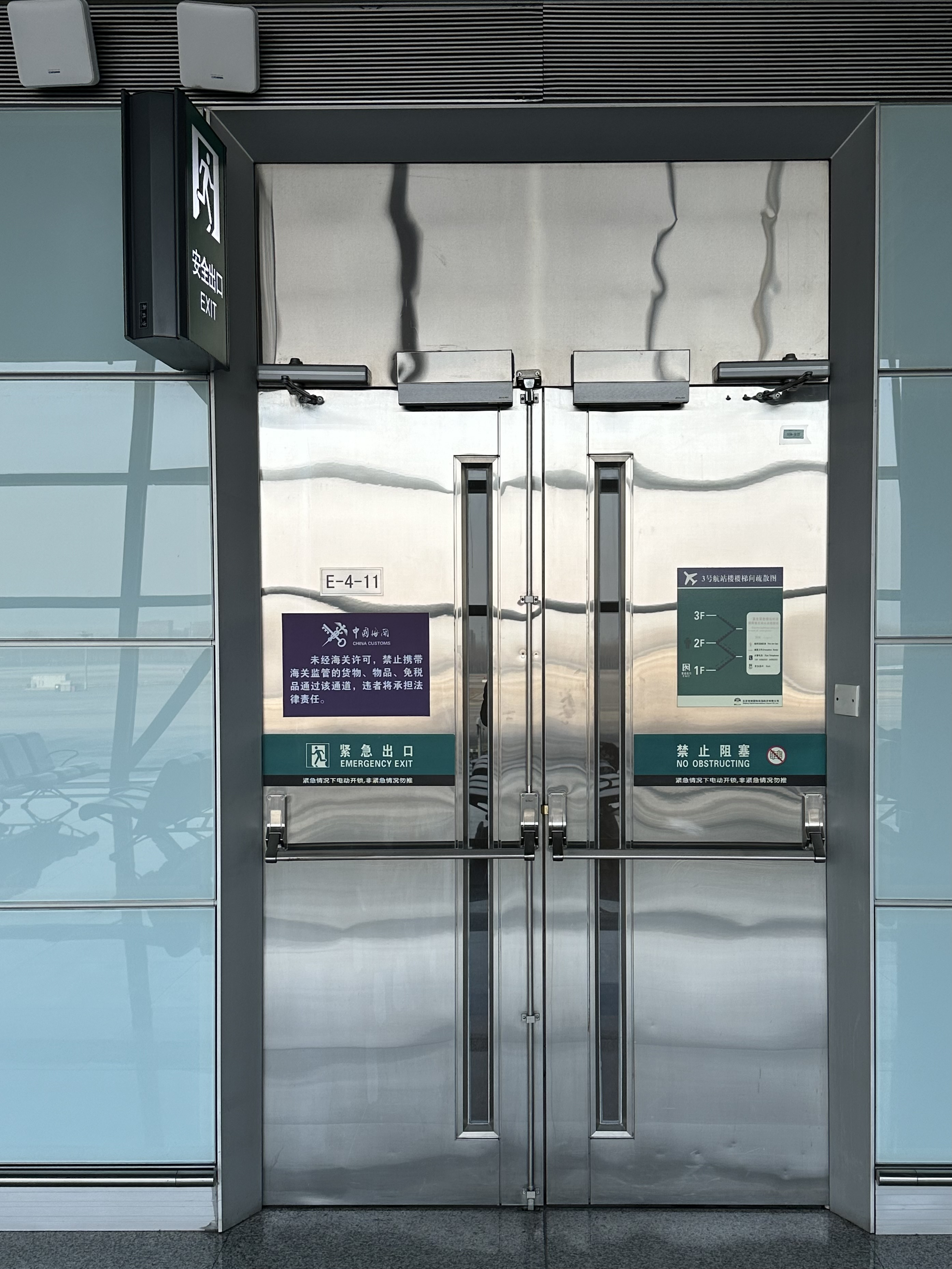
北京首都國際機場禁區內受到海關監管的緊急出口

緊急出口（日語：非常口），又稱安全出口、安全門、逃生門或太平門，是建築物室内及交通工具廂内，專為火警等意外事故中或緊急情況下而設的一道逃生出口，以便現場人員快速地進行緊急疏散。

## 定義及安裝要求
緊急出口必須：
- 有清晰的標記（通常帶有正常照明的標牌，或在中央電源故障時由備用電源照明
- 位於交通便利的位置
- 引導人們前往安全區域（通常是室外）
- 定期維護且無障礙（不得用於儲存）
- 確保在正常操作期間防止未經授權的進入

緊急出口通常位於建築物的邊沿位置（例如在樓梯井、迴廊等）。緊急出口的防火門大多設有警報器，防火門上方也會設立出口指示牌。
部份建築物，例如學校，經常以火警演習來學習利用緊急出口逃生。若果人們在火警時知道如何逃生及緊急出口沒有鎖上，便可防止死亡在災難時發生。例如在九一一恐怖攻擊事件中的世界貿易中心，部份在建築物內的緊急出口擠滿人，部份出口則已不慎鎖上。在1981年愛爾蘭Stardust夜總會火警及2006年莫斯科醫院火警中，緊急出口已上鎖及大部份窗戶已堵塞。
不少國家及地區，均規定所有新建成商業樓宇務須設有易於辨識的緊急出口。舊建築物則必須改善火警逃生裝置。部份國家因緊急出口不符合標準，引致火警造成嚴重傷亡。

## 平面圖出口路徑
在不少地方，辦公室大樓會有平面圖展示出口的位置。出口路徑以紅色表示，普通走廊以黑色表示。不幸地，色盲人士通常無法識別顏色。

## 緊急出口的問題
有時，緊急出口會因為種種原因，例如保安、疏忽等而被鎖上或阻塞，令緊急出口形同虛設。為了避免這個情況，各地的消防當局經常會以不同的方式，例如廣告、海報等，教導民眾需要保持緊急出口開放與暢通。

## 出口指示牌

在美國出口指示牌通常以大字體「EXIT」字樣顯示，以紅色或綠色為主（詳情會視乎各地方之法規而定）

良好設計的出口指示牌必須有效地作為緊急出口用途。在美國出口指示牌通常以大字體「EXIT」字樣顯示，以紅色或綠色為主（詳情會視乎各地方之法規而定）。有些出口指示牌則會以箭頭展示位置。而在歐盟，出口指示牌須展示圖案來清晰表達意思。

### 出口指示牌的規定

#### 香港
在香港出口指示牌須按照《最低限度之消防裝置及設備守則》所訂明的規定安裝。如有某些位置不容易看見出口指示牌，便須在該等位置裝設足夠的方向指示牌，以顯示通往出口的路線。

##### 顏色
在香港1964年至1982年的《最低限度之消防裝置及設備守則》，並無提及樓宇須裝置逃生出口指示燈，亦無對逃生出口指示燈之顏色作任何指引，故香港當時的出口指示牌多為紅色「出路」牌。至1987年《最低限度之消防裝置及設備守則》，則首次指出傳統的紅色底﹑白色字(或相反)出路指示牌並不太適合於察看，因此建議樓宇改用綠/藍/紅/黃底白字(或相反) 或是用黃字黑底/黃底白字作緊急出口指示。1990年的《最低限度之消防裝置及設備守則》為符合英國等國際標準，下令香港樓宇出口指示牌改用綠字白底/白字綠底/綠字黑底作出口指示牌標準。消防處於2000年4月12日發出通函2/2000 號決定把綠色／黑色顏色配搭從出口／方向指示牌的色碼中刪除。並給與寬限期，截至2000年10月1日為止。其後，綠色／黑色顏色配搭將不符規格，因此香港的出口指示牌規格已基本上統一。

##### 字體
指示牌須印有「EXIT 出口」字樣，字體高度不少於 125 毫米。英文字形應為 「Helvetica」或「Marigold」或「Modified Garamond」。至於中文字體的筆畫，豎筆不得幼於15毫米，橫筆不得幼於10毫米。

##### 「人像跑」圖案樣式
以配合國際趨勢，香港消防處消防安全標準諮詢小組成立了工作小組，研究如何在香港推行圖形符號出口指示牌。經詳細研究，由2008年起，香港消防處發出通函第 5/2008 號公布於2008年9月1日起接納出口指示牌可採納「人像跑」圖案代替文字設計的指示牌。建築物可採用白底綠圖案或綠底白圖案及尺寸不少於 125 毫米 x 125 毫米並符合國際標準ISO / BS 5499 的圖形符號出口指示牌。

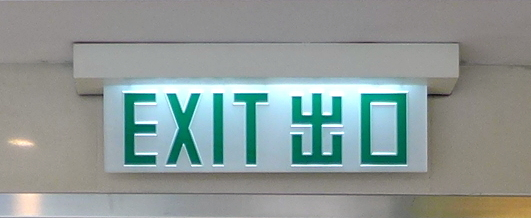
香港文字設計的出口指示牌
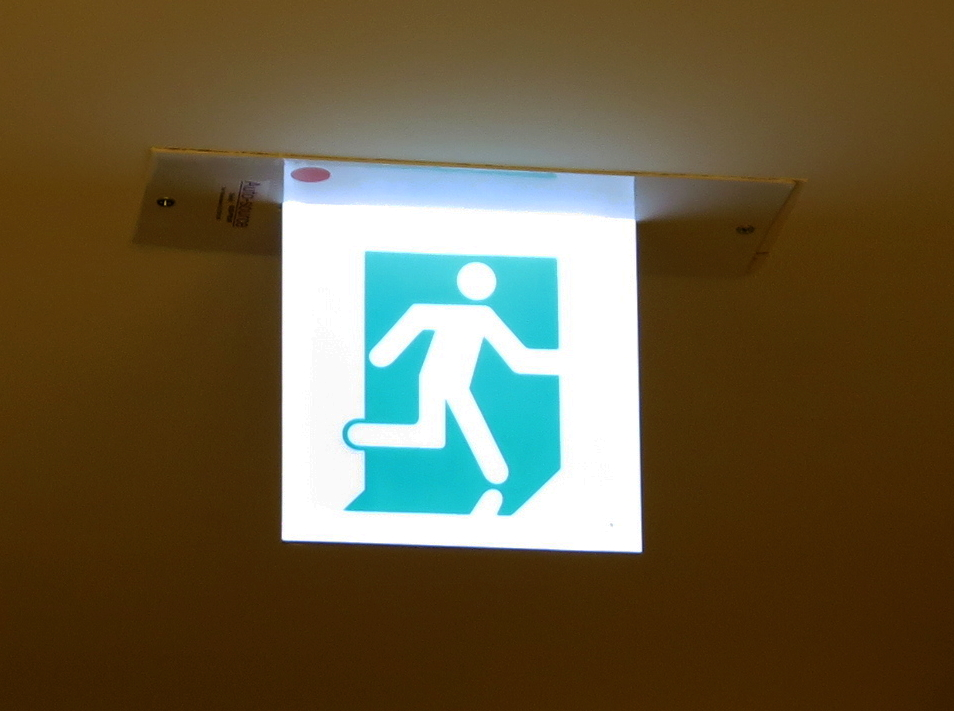
香港部份新建築採用白底綠圖案的「人像跑」圖形符號出口指示牌
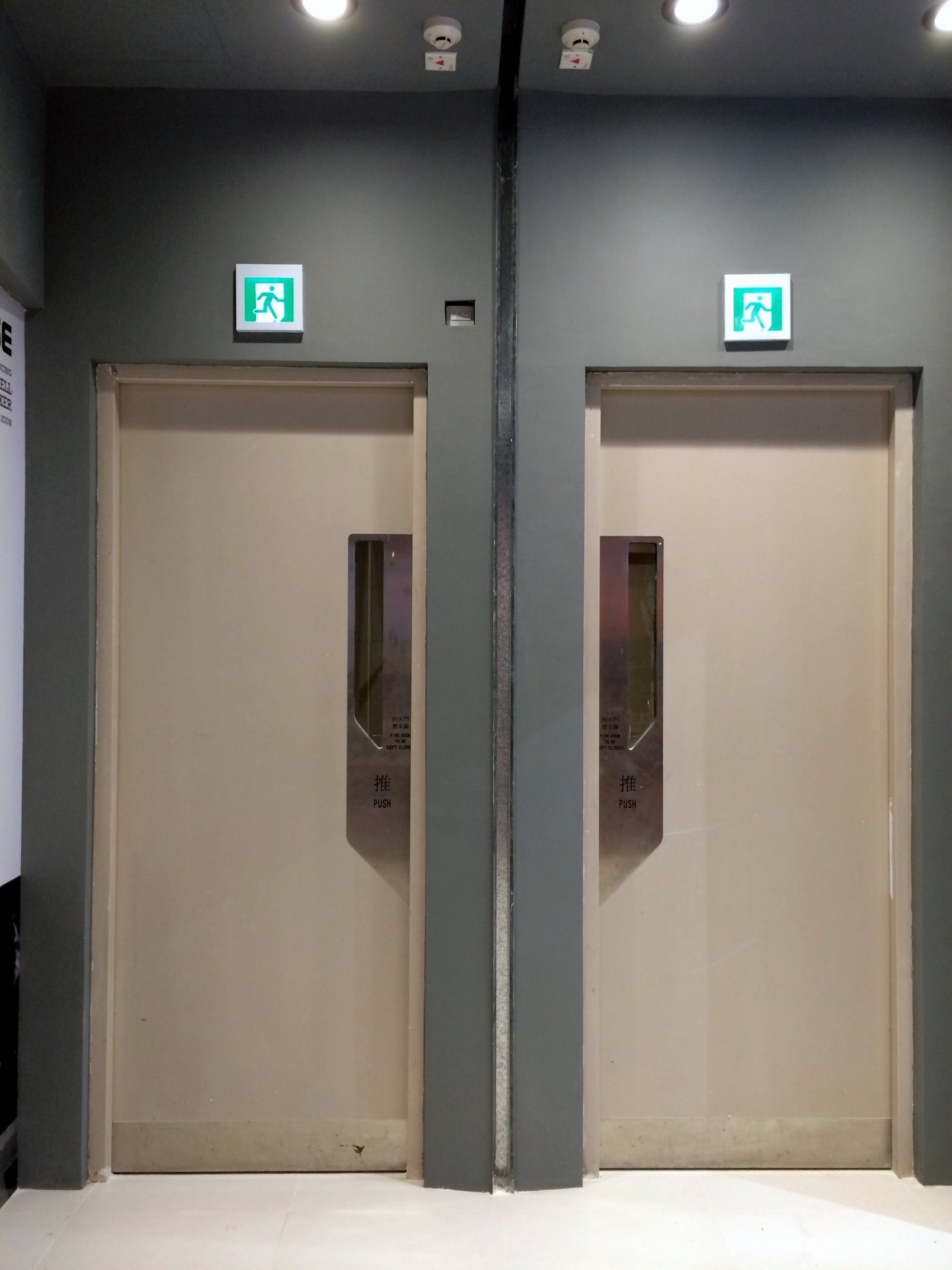
香港新建築物內使用綠底白圖案的「人像跑」圖形符號出口指示牌
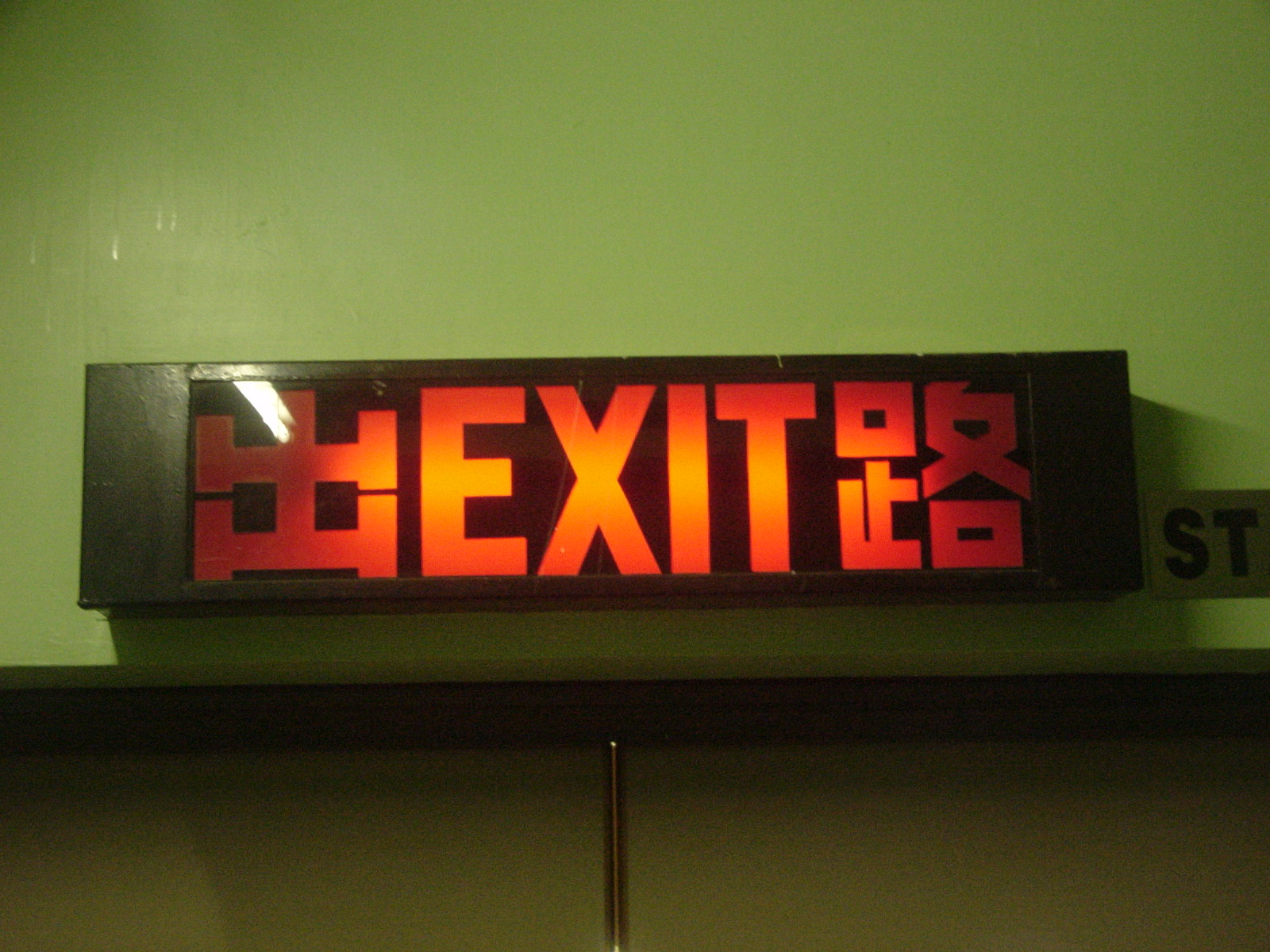
部份香港舊有建築物內仍然使用的舊式紅字緊急出口牌

#### 台灣

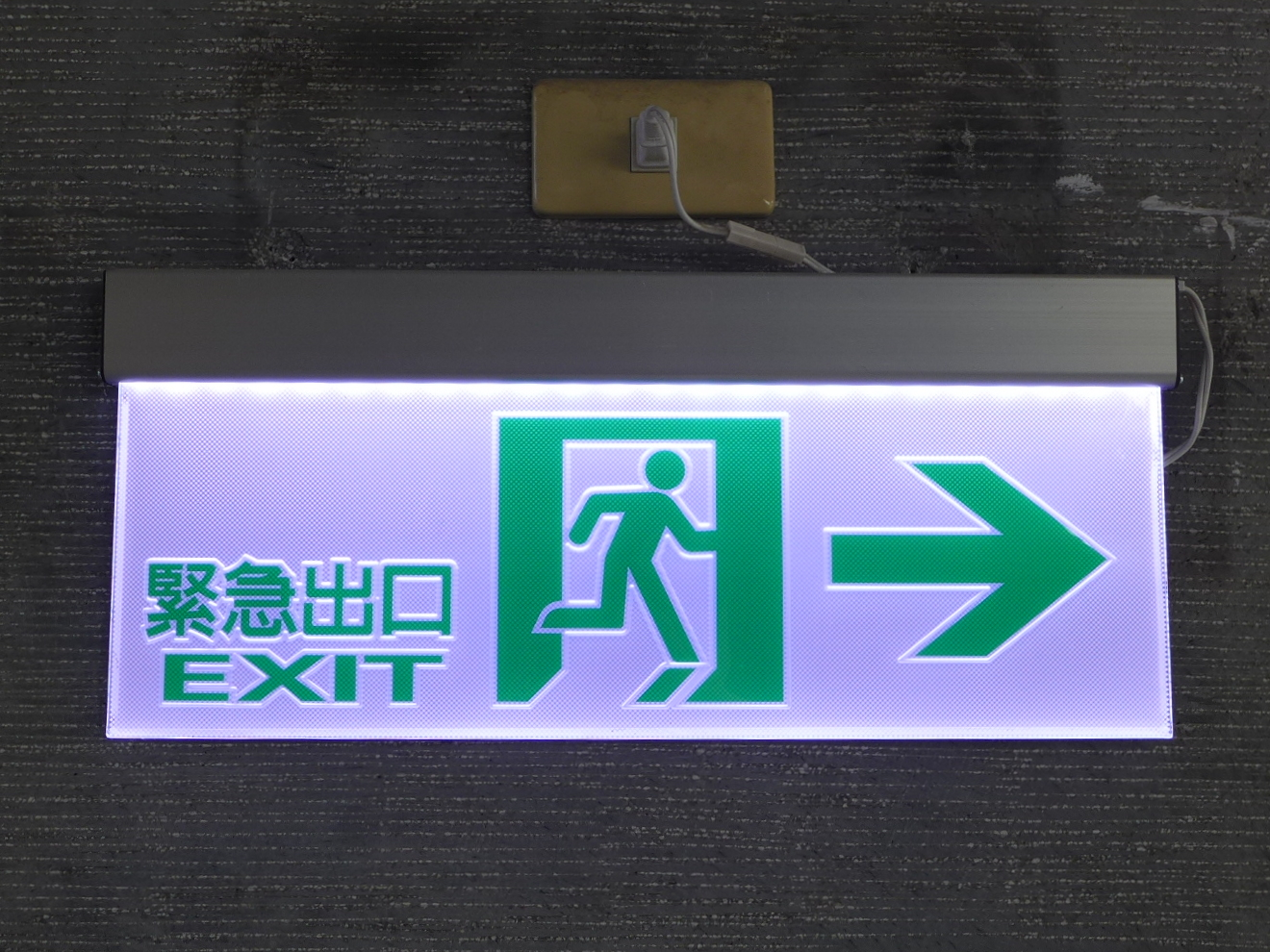
台灣2012年前常見的標準出口指示牌樣式

#### 歐盟

歐盟標準緊急出口標示樣式，人像、逃生方向箭頭和代表門口的矩形按方向先後順序清晰列出。箭頭可向八個方向表示往出口的方向（向上或向下代表出口往前，向左／右代表出口往左／右，向左上／左下／右上／右下代表出口往左方上層／左方下層／右方上層／右方下層）；人像、箭頭和矩形的方向先後順序則視乎出口往左或往右（往前方不在此限）。

#### 北京市
根據北京市地方标准DB11/1024—2013《消防安全疏散标志设置标准》，民用建筑和工业建筑应设置消防安全疏散标志，不含地下室的多层单元式住宅除外。电光源型消防安全疏散标志的面板尺寸及选择应符合《消防应急照明和疏散指示系统》GB 17945 的要求。施工应符合《建筑电气工程施工质量验收规范》GB 50303 和有关标准的要求。每年应至少进行 1 次应急时间检查，每月应至少进行 1 次功能检查，还应检查其声光报警功能，做记录并存档备查；有损失、损坏或不能继续使用的标志，应及时
更换，检查范围为全数检查。

##### 消防安全疏散标志的设置应符合下列要求
- 消防安全疏散标志应独立设置在醒目位置，不应被遮挡。疏散出口和安全出口标志不应设置在可开启的门、窗扇上或其它可移动的物体上；
- 安全出口和疏散出口标志应设在靠近其出口一侧的门上方或门洞两侧的墙面上，标志的下边缘距门的上边缘不宜大于 0.3m。在远离安全出口的地方，应将安全出口标志和疏散通道方向标志联合设置，箭头必须指向最近的安全出口；
- 汽车库的人员疏散通道和疏散出口上应分别设置消防安全疏散标志；
- 疏散走道转角区域 1m 范围内应设置消防安全疏散标志；
- 疏散走道和主要疏散路线的地面或靠近地面的墙上应设置

##### 下列建筑或场所应在其疏散走道和主要疏散路线增设消防疏散导流标志
- 总建筑面积大于 8000m2 的展览建筑；
- 总建筑面积大于 5000m2 的地上商店；
- 总建筑面积大于 500m2 的地下、半地下商店；
- 歌舞娱乐放映游艺场所；
- 总座位数超过 1200 个电影院；特等、甲等或超过 1500 个座位的其它等级的剧院；超过 2000 个座位的会堂或礼堂；超过 3000个座位的体育馆；
- 车站、码头、机场候机楼、轨道交通的室内换乘站站厅层和站台层。

##### 消防安全疏散标志的设置要求
- 设置在距地面高度 1m 以下的墙面上，间距不应大于 10m；
- 设置在疏散走道上空，间距不应大于 20m，其标志面应与疏散方向垂直，标志下边缘距室内地面距离宜为 2.2m～2.5m；
- 增设的电光源型消防疏散导流标志间距不应小于 3m，且不应超过 5m。设置在墙面上时，底边距地不大于 0.2m；
- 非电光源型消防安全疏散标志应设置在电光源型疏散标志之间，且间距不应小于 2m，不应大于 3m。

##### 下列场所应选择集中控制型消防安全疏散标志
- 单层建筑面积 4000m2 以上的地下商场，单层建筑面积10000m2 以上的地上商场；
- 单层建筑面积 2000m2 以上的地下歌舞娱乐放映游艺场所，单层建筑面积 5000m2 以上的地上歌舞娱乐放映游艺场所；
- 建筑面积 50000m2 以上的集贸市场、图书馆、展览中心和医院等场所；
- 车站、码头、机场候机楼、轨道交通的室内换乘站站厅层和站台层；
- 建筑高度超过 100m 的公共建筑；
- 地铁区间隧道。

##### 消防安全疏散标志蓄电池组的初装容量应保证初始放电时间要求
- 建筑高度一百米及以下的建筑不应小于九十分鐘；
- 建筑高度一百米以上的建筑不应小于一百八十分鐘；
- 避难层不应小于五百四十分鐘。集中电源集中控制型消防安全疏散标志的集中电源宜分散设置，且集中电源容量应不大于 2kVA。当采用蓄光型消防安全疏散标志时，其表面环境光照度应不低于 50lx。非电光源型消防安全疏散标志应满足正常电源中断三十分鐘后其表面任一发光面积的亮度不小于 0.1cd/m2。

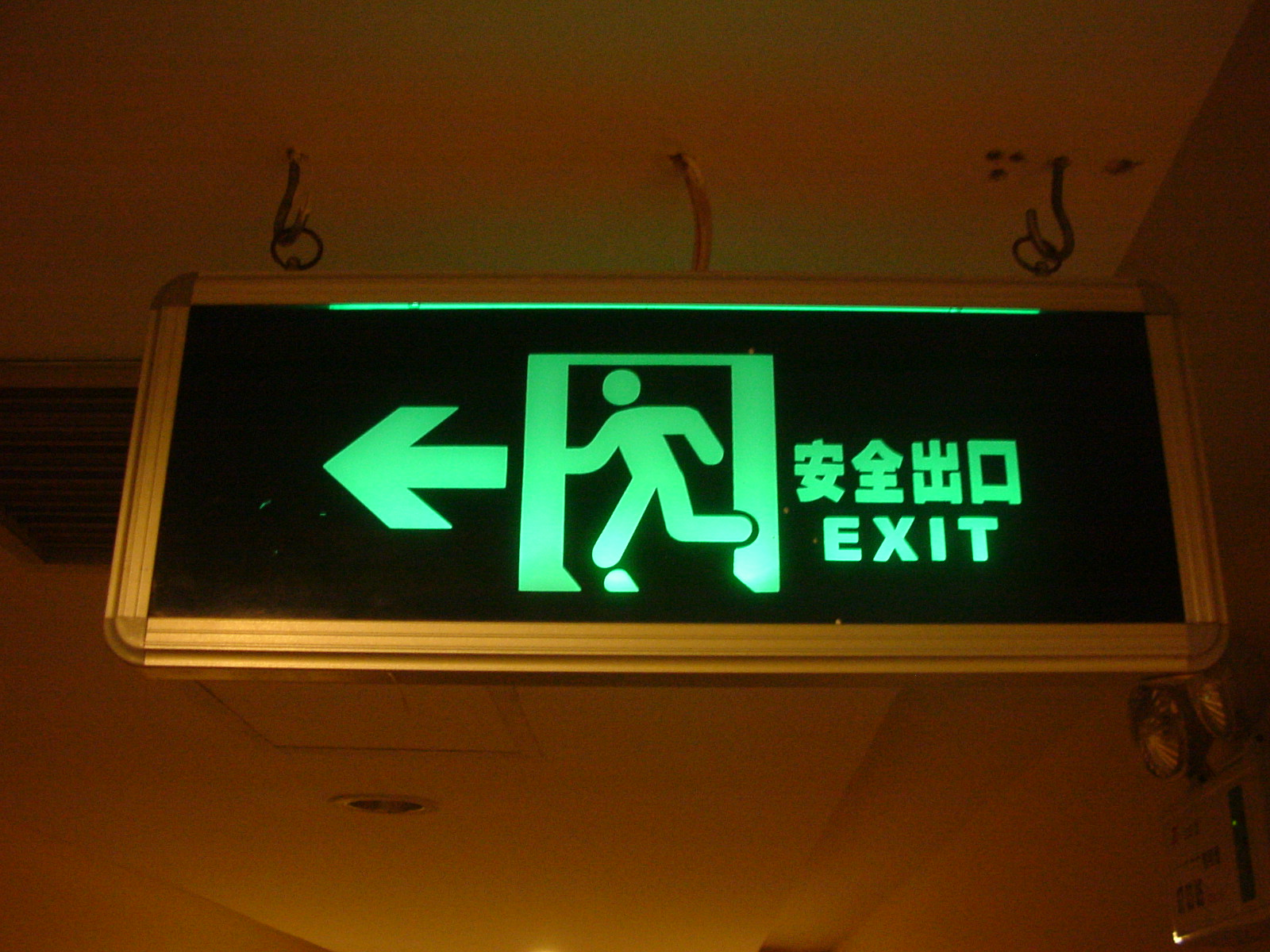
中華人民共和國國內一標準安全出口指示牌樣式（根據 BS 5499 標準）。

## 交通工具緊急出口
在飛機上，除了登機、下機所使用的出入口外，還有多個逃生用出口，出口裝有充氣滑梯可讓乘客及機組員快速的逃生，機艙內走道會有發光標示指引乘客逃生路徑。逃生口的座位通常只允許有意願且身體狀況許可，可協助空服員打開逃生門的乘客乘坐，且只能在机场值机时现场选择。在飛機起飛前，都要播放影片或由空服員親自示範以讓乘客知道如何逃生。
鐵公路車輛亦設有逃生用出口，為避免平時遭誤開啟造成乘客摔出車外，逃生門的開門把手通常有玻璃或塑膠板隔絕。另外有可能發生緊急出口因火災或其他原因而無法開啟，車上也會裝有破窗器，敲擊車窗的角落即可將車窗敲破而逃生。

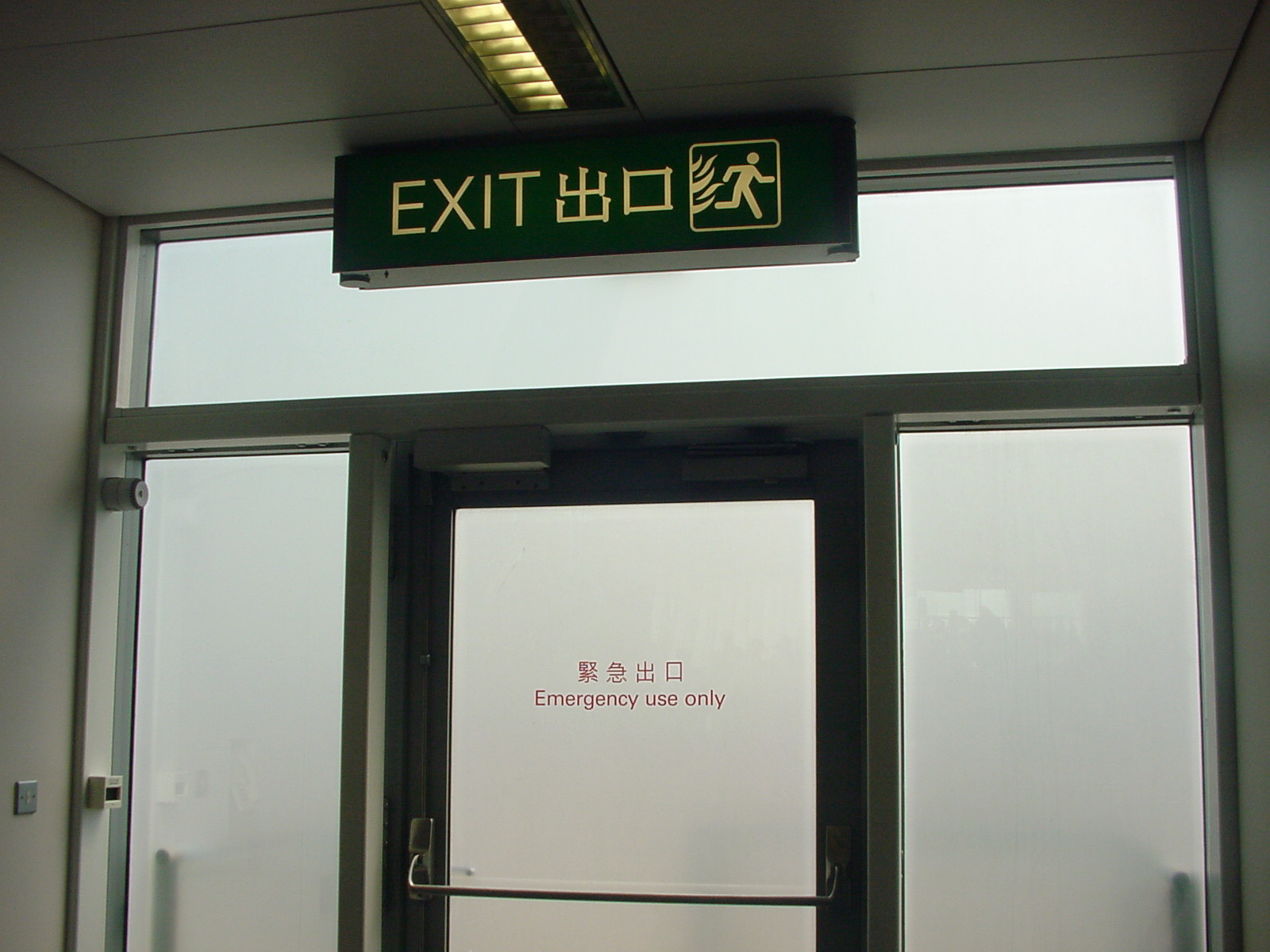
香港國際機場一登機梯內的緊急出口標示。留意上方以透光形式呈現的標示以綠色地配白色圖文表示；而附在玻璃門上的遮光／反光形式呈現的標示為避免因使用綠色而與室外環境的諸冷色調顏色（如綠色、天青、藍色等）混淆，及在夜間取得來自室內光線更清晰的反光，則以紅色文字表示，以求取得較大的色澤對比。
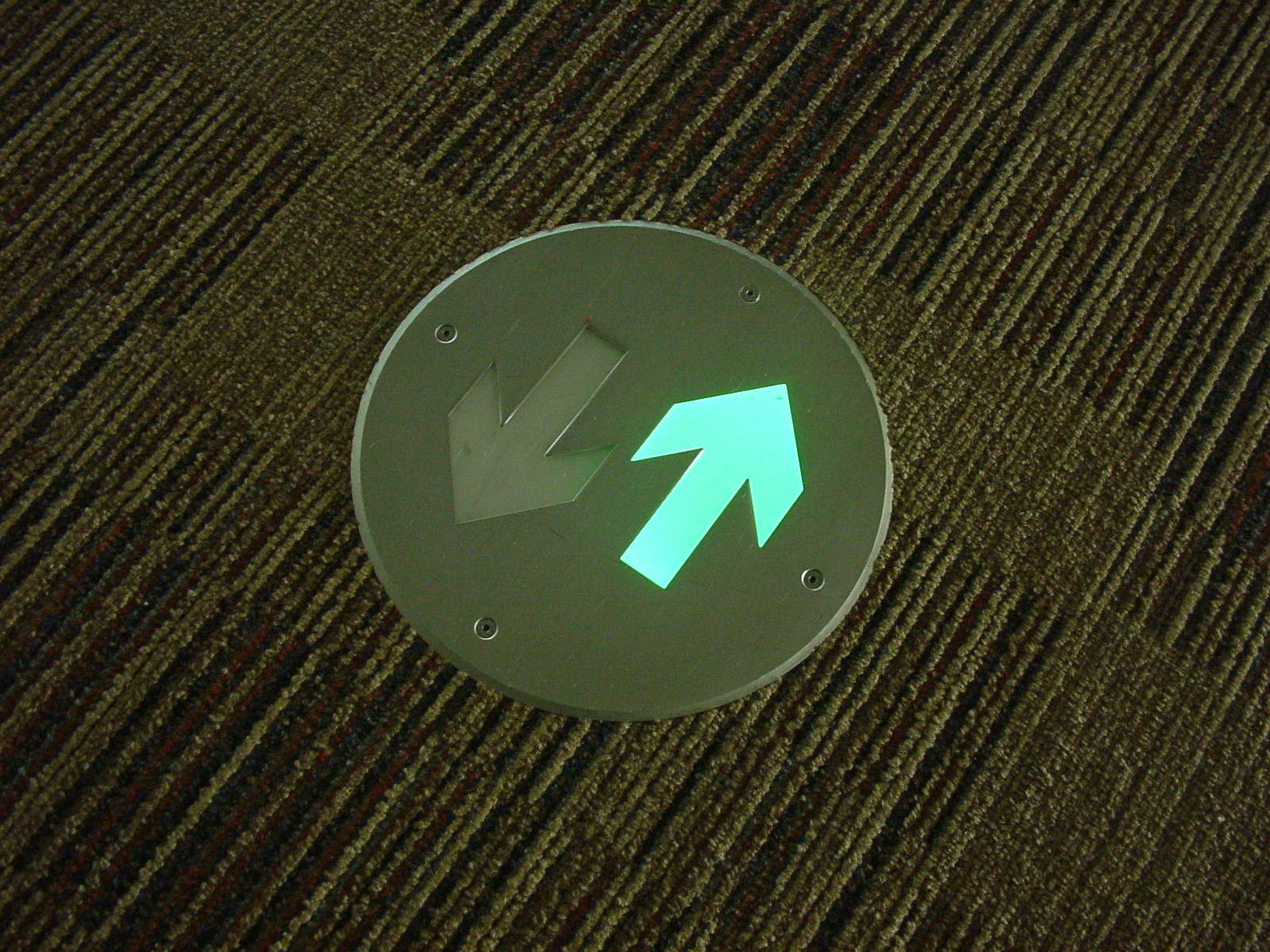
上海浦東國際機場地板上的安全出口方向標示
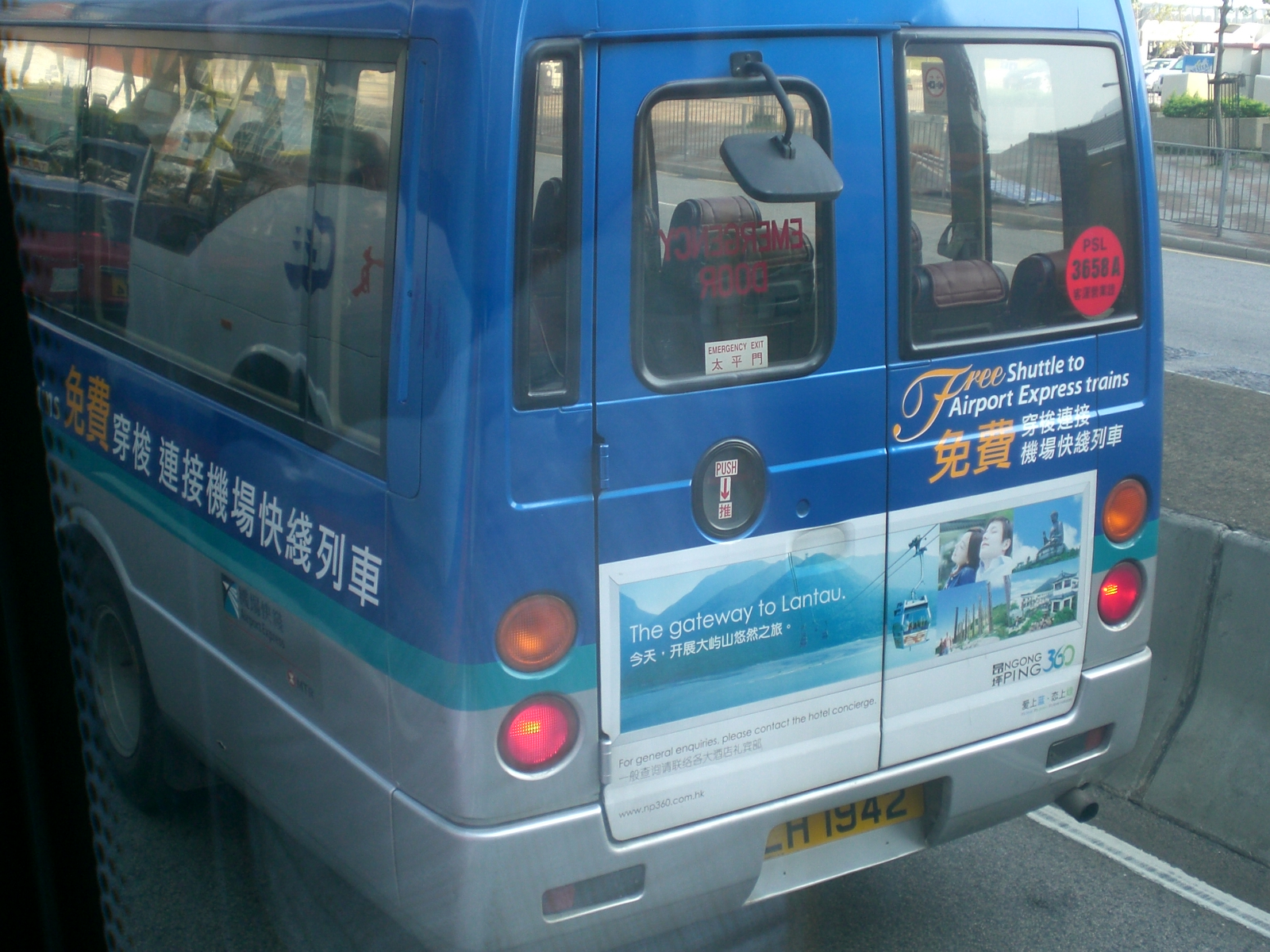
車輛作為緊急出口的門稱為太平門。為避免因使用綠色而與室外環境的諸冷色調顏色（如綠色、天青、藍色等）混淆，及在車輛處於昏暗環境時取得來自車內燈光更清晰的反光，太平門標示會以紅色文字表示，以求取得較大的色澤對比；除此之外，白色也是部份太平門標示用上的顏色。
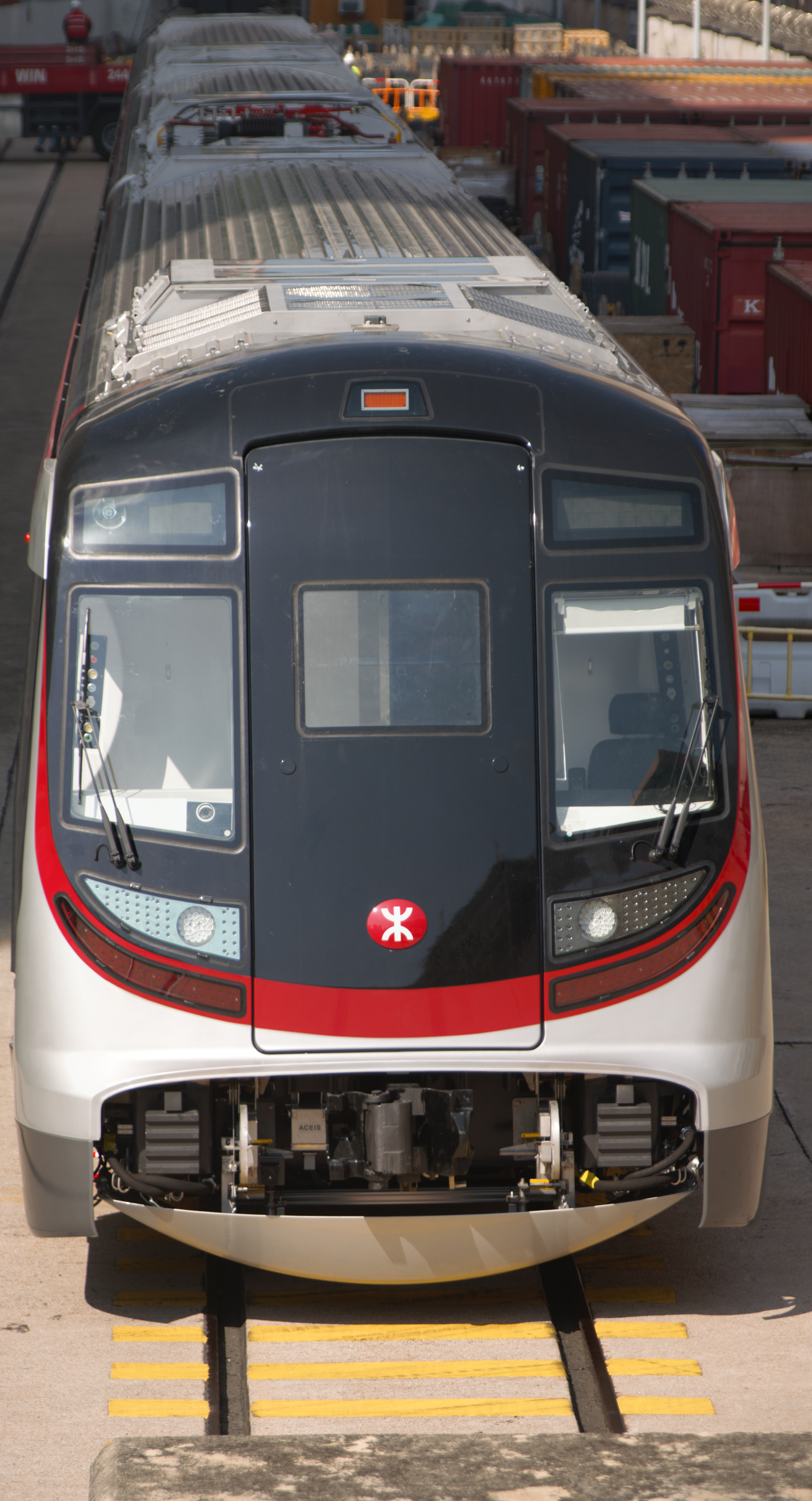
港鐵東鐵綫現代列車 分別設於兩端車頭中央以及車門第三卡之緊急出口，車門的緊急出口乘客可以自行打開，但車頭的緊急出口須於駕駛艙操作機關打開。
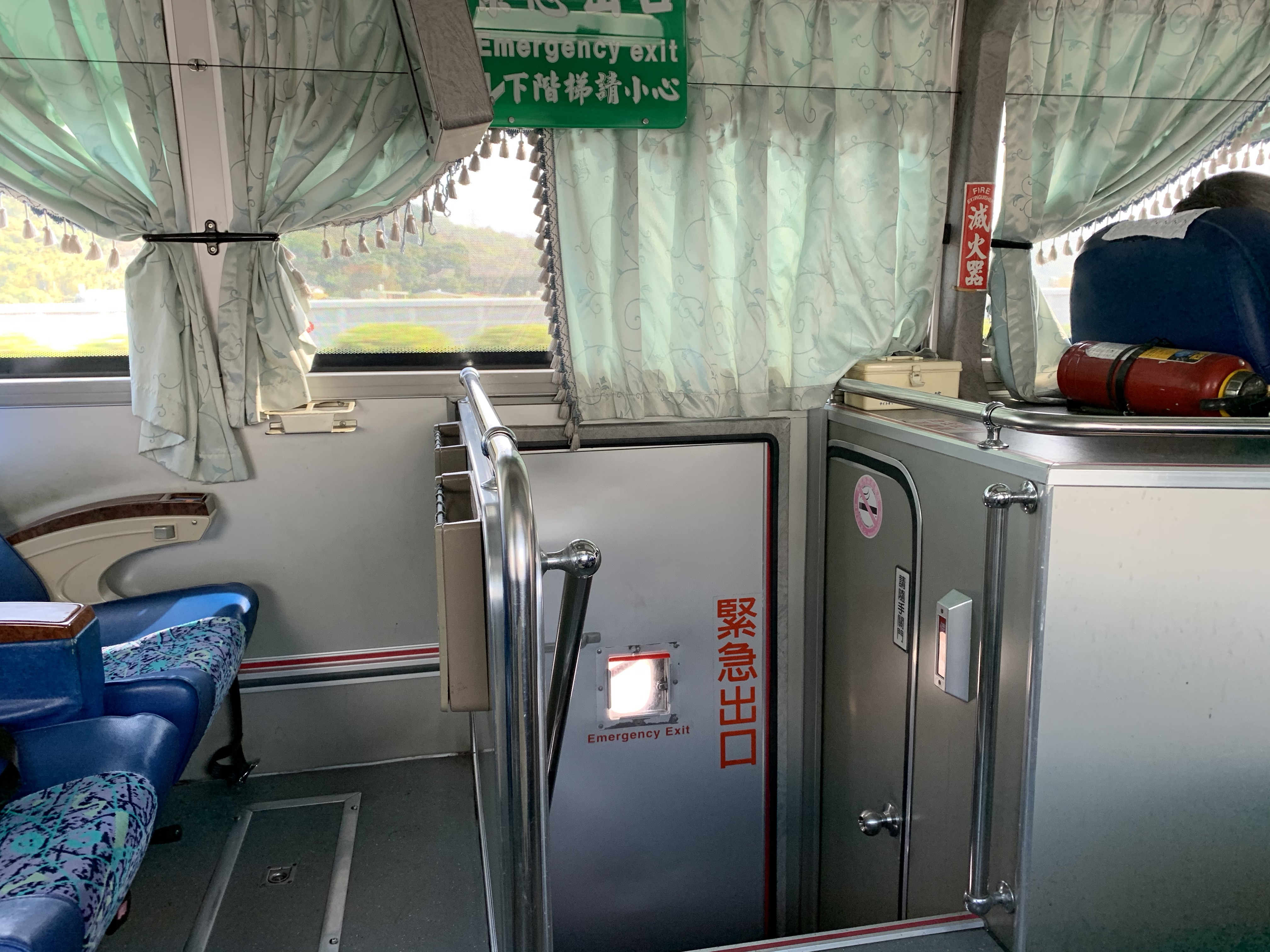
國光客運大宇巴士設於車身中段的緊急出口。
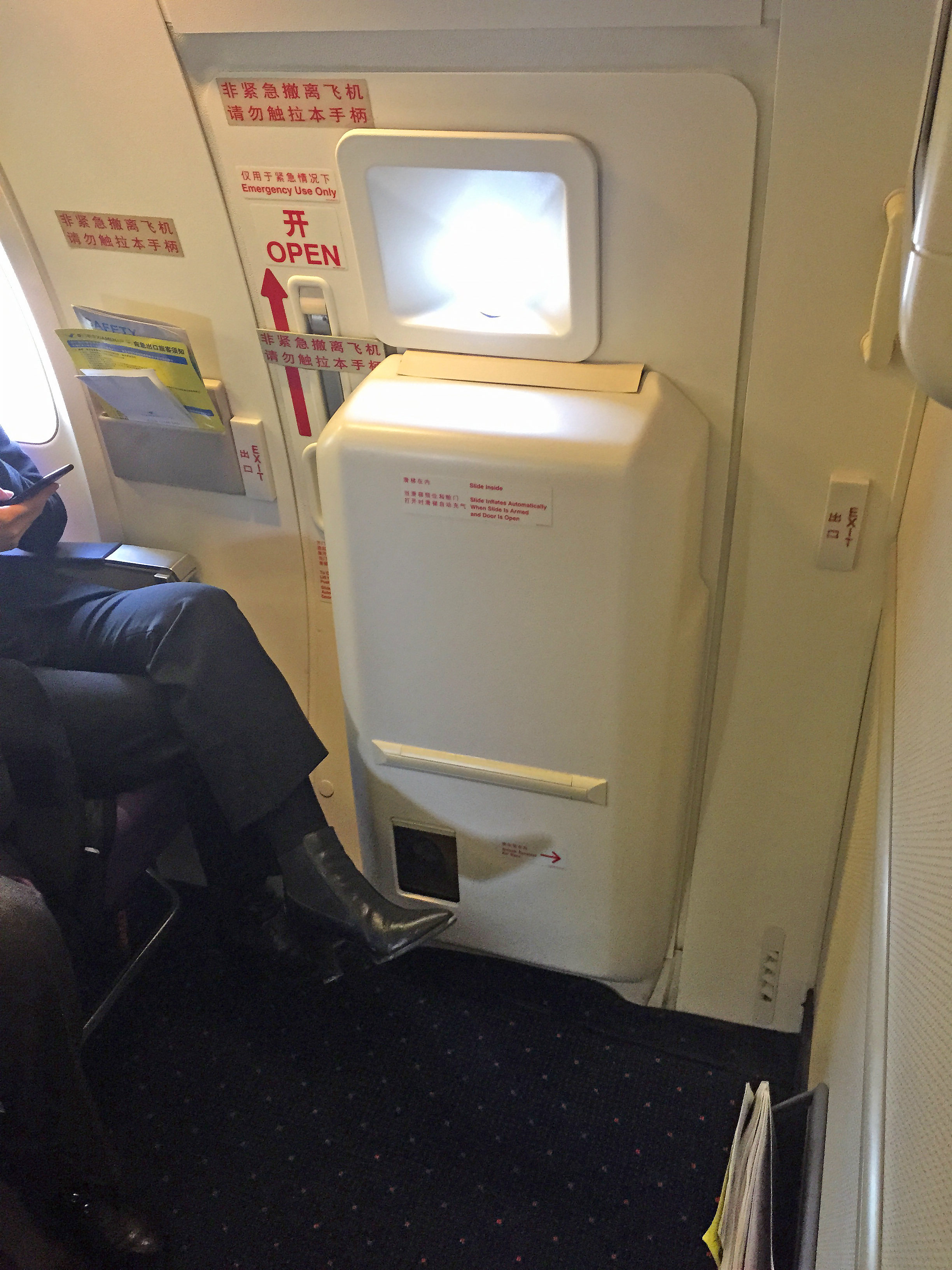
廈門航空一架波音757的紧急出口

## 飞机

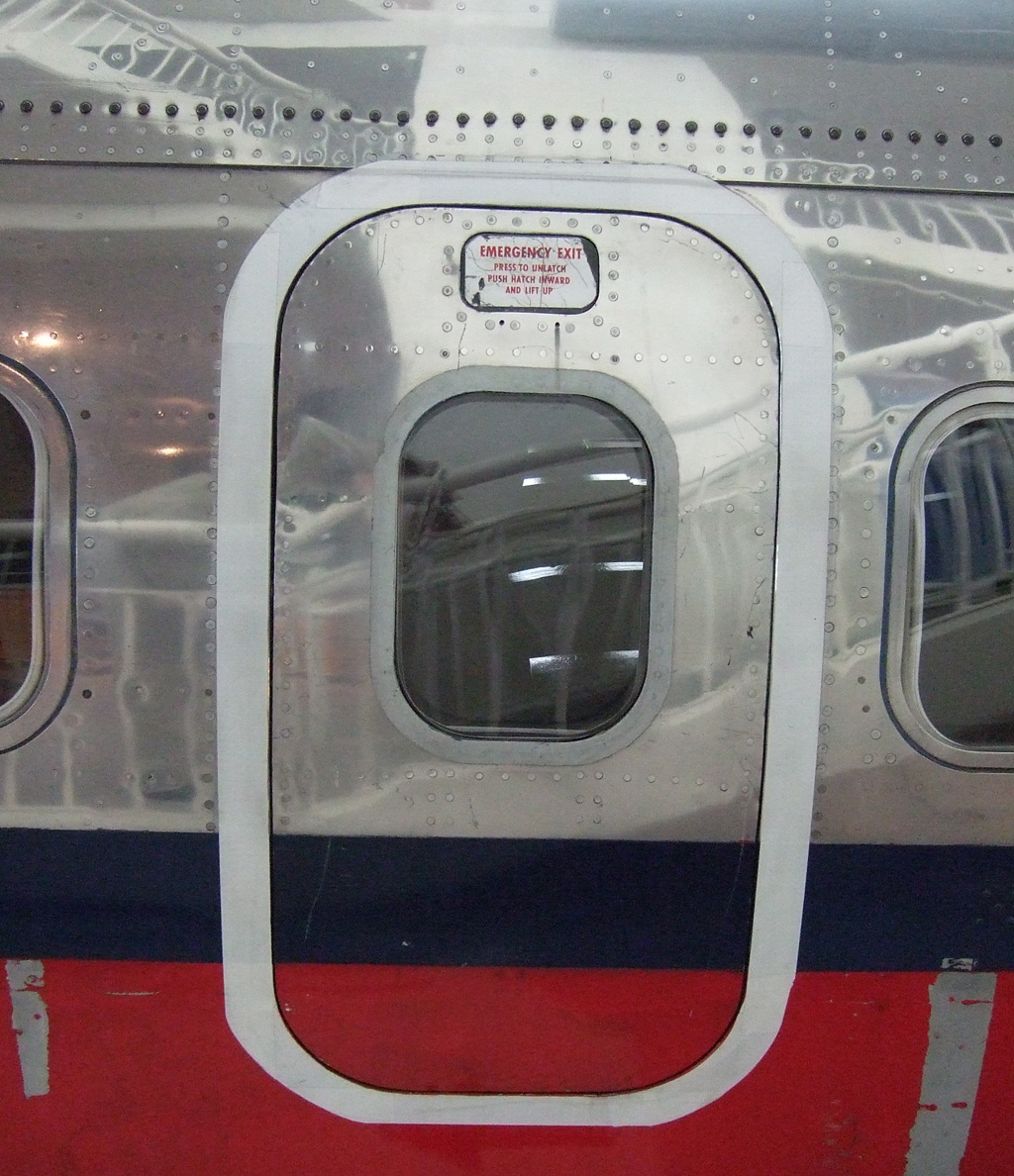
American Airlines Boeing 737 翼上紧急出口

在飞机术语中，“出口”指的是任何一个主要门（机身左侧的登机门和机身右侧的服务门），而“紧急出口”被定义为仅在紧急情况下使用的出口（例如翼上出口和永久武装的出口）。
在早期，紧急出口是飞机天花板上的一个舱口。由于在1928年KLM福克F.III瓦尔哈文坠机事件中，乘客不知道这个紧急出口的位置，一名乘客未能及时逃生而死亡。因此，调查委员会建议在机舱内提高紧急出口的可见性。
2019年11月，欧洲航空安全局 (EASA)批准了带有双通道疏散滑梯的“Type-A+”出口，使得A350-1000在有四对舱门的情况下，最大载客量从440座增加到480座，而A330-900则可以增加到460座。

## 另見
- 緊急開關
- 緊急照明燈

## 相關連結
- US2,724,258  -- Fire exit lock
- 有關英國出口指示牌資料 （页面存档备份，存于）